# أرت باركس
أرت باركس (بالإنجليزية: Art Parks)‏ هو لاعب كرة قاعدة أمريكي، ولد في 1 نوفمبر 1911 في باريس في الولايات المتحدة، وتوفي في 6 ديسمبر 1989 في ليتل روك في الولايات المتحدة.

## وصلات خارجية
- أرت باركس على موقعبيزبول رفرنس.كوم (الدوري الرئيسي) (الإنجليزية)
- أرت باركس على موقعبيزبول رفرنس.كوم (الدوري الثانوي) (الإنجليزية)